# Francesco Gessi
Pour les articles homonymes, voir Gessi.
Francesco Gessi né à Bologne le 20 janvier 1588 et mort dans la même ville le 15 septembre 1649 est un peintre italien baroque de l'école bolonaise.

## Biographie
Giovanni Franceso Gessi est né d'une famille noble. Attiré par les arts, son père le place en apprentissage auprès de Denis Calvaert, mais où il trouble les autres élèves.
Il part ensuite auprès de Guido Reni et obtient ensuite des commandes pour Ravenne, Mantoue et la chapelle du Trésor de Naples.
Retourné à Bologne pour fuir l'atmosphère de Naples, il commence une campagne de concurrence contre son ancien maître Guido Reni. 
Il réalise deux œuvres remarquées : un tableau à l'église des pauvres, à Bologne, La Procession de saint Charles à Milan et un autre à la basilique San Vitale, à Ravenne, représentant le Martyr du Saint.
Il développe un atelier à Bologne et forme Giovanni Battista Ruggiero et son frère Ercolino Ruggiero, Giacomo Castellini, Gabriello Ferrantini, Francesco Correggio et Giulio Trogli.
Giovanni Giacomo Sementi avec qui il collabore vient également de l'atelier de Denis Calvaert et de Guido Reni.

## Œuvres dans les collections publiques
- Chartres, musée des Beaux-Arts : Sainte Catherine à la roue, huile sur toile, 66 × 51 cm, provient de la collection Campana, no 566, don de l'État[2].

Œuvres de Francesco Gessi
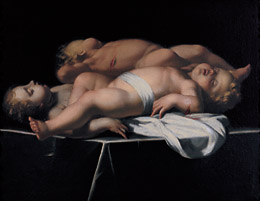
Putti endormis, vers 1620, Milwaukee, Patrick and Beatrice Haggerty Museum of Art (en).
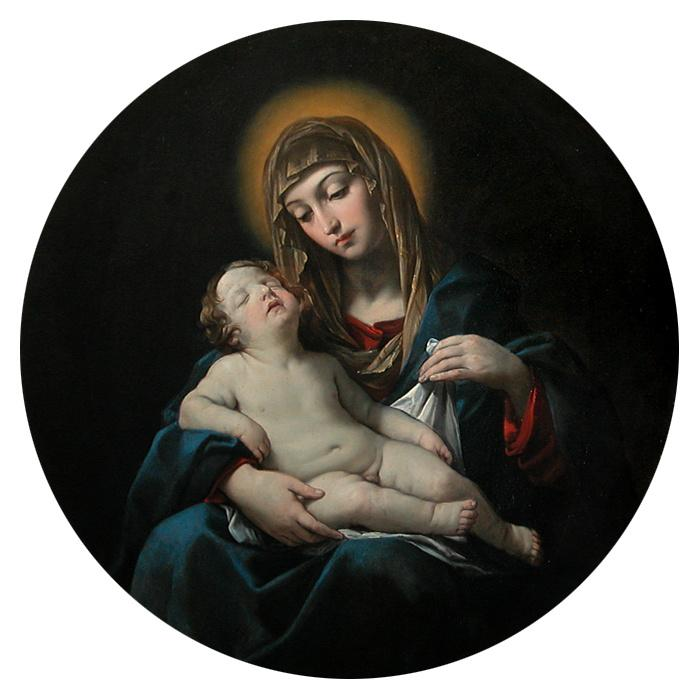
Vierge à l'Enfant, 1624, Paris, musée du Louvre.
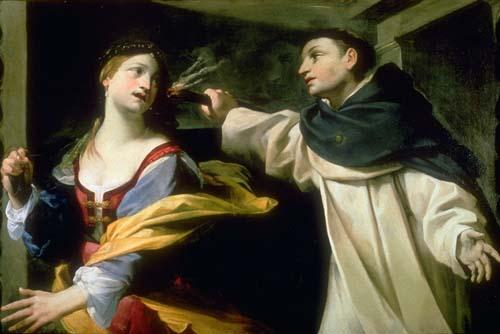
La Tentation de Saint Thomas d'Aquin, vers 1632-1633, Reggio d'Émilie, Musei Civici.
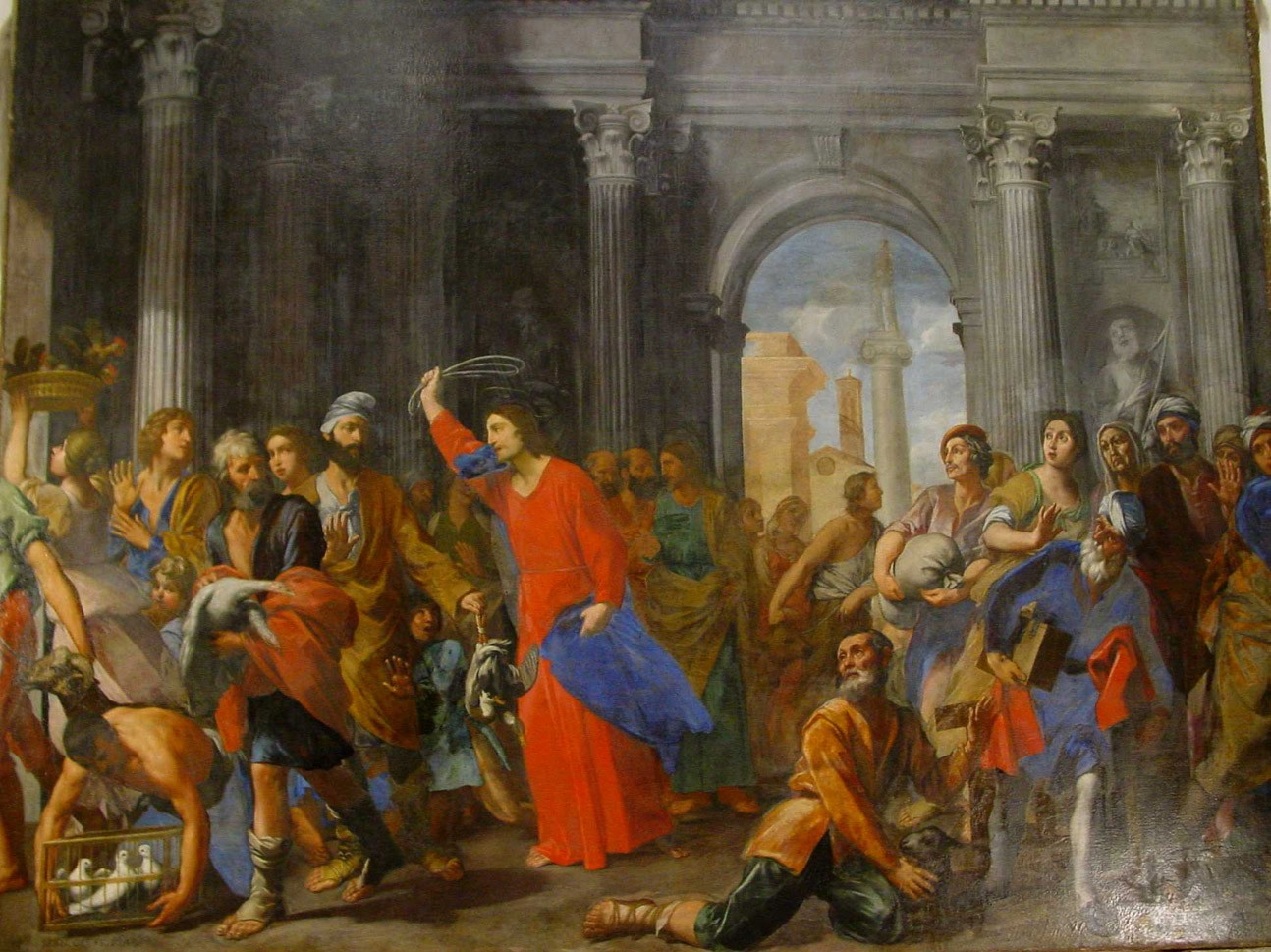
Jésus chasse les marchands du Temple, vers 1645, chartreuse de Bologne.
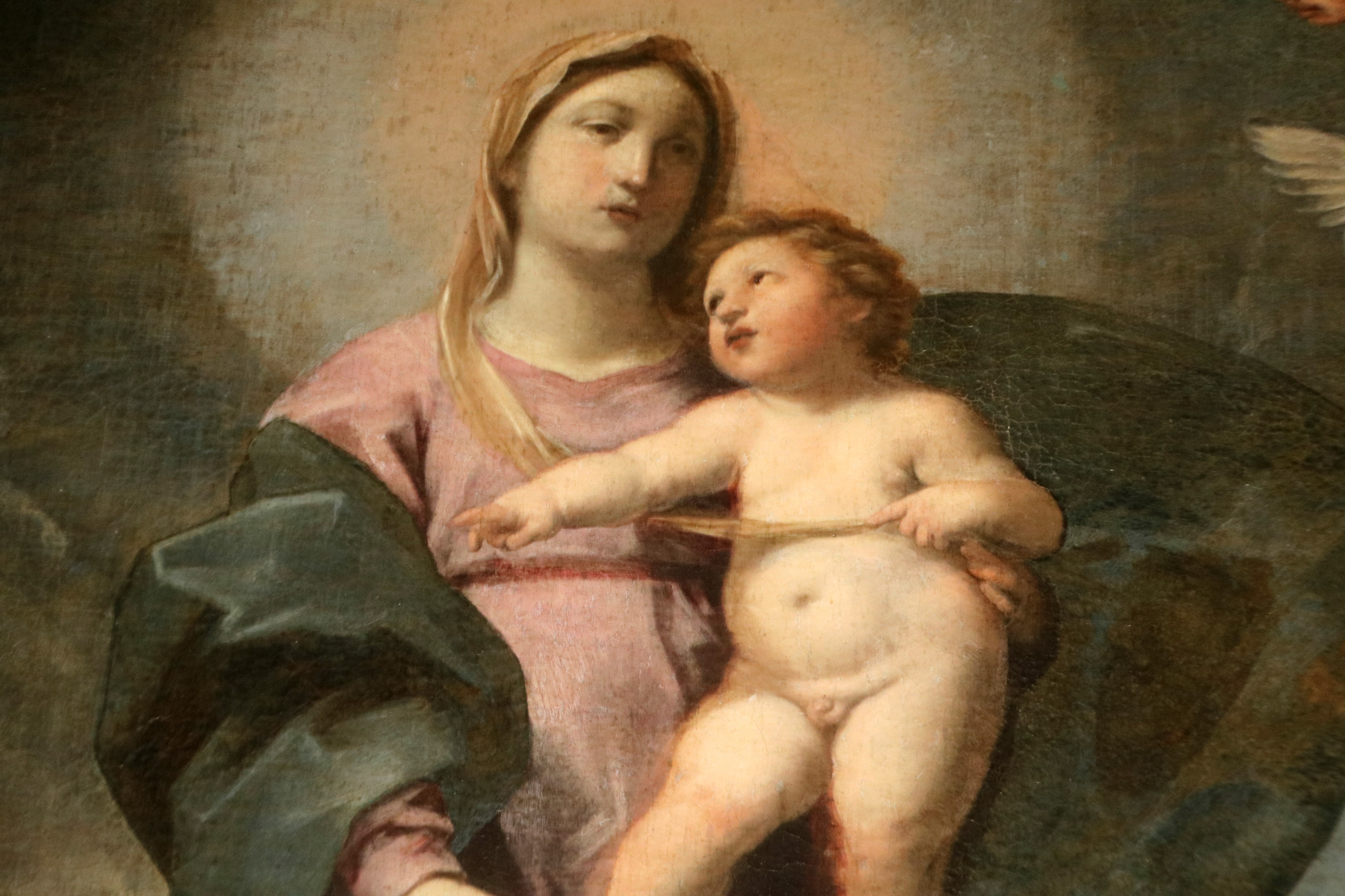
Détail du Retable de la Madone de Lorette, Fossombrone, Chiesa di San Filippo.
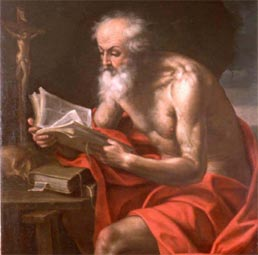
Saint Jérôme, huile sur toile, localisation inconnue.